# Indexstelling van Atiyah-Singer
In de differentiaalmeetkunde, een deelgebied van de wiskunde, stelt de indexstelling van Atiyah-Singer, in 1962 bewezen door Michael Atiyah en Isadore Singer, dat voor een elliptische differentiaaloperator op een compacte variëteit, de analytische index (gerelateerd aan de dimensie van de oplossingsruimte) gelijk is aan de topologische index (gedefinieerd in termen van enige topologische data). De indexstelling van Atiyah-Singer omvat verschillende andere stellingen, waaronder de stelling van Riemann-Roch, als speciale gevallen. De stelling heeft toepassingen gevonden in de theoretische natuurkunde.

## Geschiedenis
Het indexprobleem voor elliptische differentiaaloperatoren werd gesteld door Israel Gelfand. Hij merkte de homotopie-invariantie van de index op en vroeg naar een formule hiervoor door middel van topologische invarianten. Enkele van de motiverende voorbeelden waren de stelling van Riemann-Roch en zijn veralgemeningen de stelling van Hirzebruch-Riemann-Roch, en het signatuurtheorema van Hirzebruch. Friedrich Hirzebruch en Armand Borel hadden de integraliteit van de Â genus van een spin-variëteit bewezen, en Atiyah suggereerde dat deze integraliteit verklaard kon worden als het de index van de dirac-operator was (die herontdekt werd door Atiyah en Singer in 1961).
De stelling van Atiyah-Singer werd aangekondigd in 1963. Het bewijs dat in deze aankondiging werd geschetst, is nooit door hen gepubliceerd, hoewel het wel in het boek van Palais staat. Het staat ook in de "Séminaire Cartan-Schwartz 1963/64" die gelijktijdig met het seminar onder leiding van Richard Palais dat in Parijs werd gehouden. De laatste voordracht in Parijs was van Atiyah over variëteiten met begrenzing. Hun eerste gepubliceerde bewijs verving de cobordismetheorie van het eerste bewijs door K-theorie, en ze gebruikten dit om bewijzen te geven van verschillende veralgemeningen in een andere reeks papers.